# Acétate de bornyle
L'acétate de bornyle est un ester monoterpénique, synthétisé naturellement par diverses plantes (Tanaisie par exemple) et notamment par certains conifères, comme l'épinette noire dont l'huile essentielle contenue dans les aiguilles contient entre 37 et 45 % d'acétate de bornyle.

## Usages
L'acétate de bornyle est essentiellement utilisé en association en phytothérapie pour ses vertus légèrement sédatives.
Il est également utilisé comme additif alimentaire, en parfumerie et dans l'industrie du tabac pour son odeur typique et fraîche de résineux. Les seuils en parfumerie sont une solution à 9 % et de 10 ppm en tant qu'arôme.
Il a montré des effets répulsifs sur certains insectes.

## Chimie
L'acétate de bornyle possède trois atomes de carbone asymétriques, les deux atomes en tête de pont du bicycle et celui portant le groupe acétate. Il est donc chiral.
Les deux atomes en tête de pont sont bloqués dans une configuration (R,R) ou (S,S) du fait de contraintes géométriques, il y a deux formes énantiomériques : (1R,4R) et (1S,4S). D'autre part, le carbone 2 qui porte l'acétate peut adopter aussi deux configurations, R (endo) ou S (exo).
L'acétate de bornyle se présente donc sous la forme de deux paires d'énantiomères, diastéréoisomères :
- (1R,2R,4R)
- (1S,2S,4S)

et
- (1S,2R,4S)
- (1R,2S,4R)

L'acétate de bornyle naturel consiste vraisemblablement en un seul stéréoisomère mais lequel ? Peut-être le (1R,2S,4R) ?